# Oculocytheropteron acutangulum
Oculocytheropteron acutangulum är en kräftdjursart som först beskrevs av N. de B. Hornibrook 1952.  Oculocytheropteron acutangulum ingår i släktet Oculocytheropteron och familjen Cytheruridae. Inga underarter finns listade i Catalogue of Life.